# Landtagswahl im Saarland 1965
- SPD: 21
- FDP: 4
- SVP: 2
- CDU: 23

Die Landtagswahl im Saarland 1965 fand am 27. Juni 1965 statt. Es war die Wahl für den 5. saarländischen Landtag und war die zweite Landtagswahl im Saarland nach dem Beitritt zur Bundesrepublik im Jahr 1957.

## Ausgangslage
Bei der Landtagswahl im Saarland 1960 hatte die CDU starke Verluste von über elf Prozentpunkten hinnehmen müssen, war mit 36,6 Prozent der Stimmen aber stärkste Kraft geblieben. Die SPD hatte gut zehn Prozentpunkte hinzugewonnen. Die DPS hatte deutlich verloren und knapp 14 Prozent erzielt. Die SVP, eine Abspaltung der CVP, hatte aus dem Stand 11,4 Prozent erzielt. Der DDU war mit 5,0 Prozent und zwei Mandaten ebenfalls der Einzug in den Landtag gelungen. Infolge des Ergebnisses war eine schwarz-gelbe Koalition aus CDU und DPS gebildet und Franz-Josef Röder als Ministerpräsident wiedergewählt worden.

## Ergebnis
Die CDU konnte bei der Landtagswahl deutlich zulegen und erreichte 42,7 Prozent und 23 Sitze im Landtag.
Die Sozialdemokraten gewannen ebenfalls stark hinzu und lagen mit 40,7 Prozent knapp hinter den Christdemokraten. Sie erreichten 21 Sitze.
Die FDP, 1960 noch als DPS angetreten, verlor 5,5 Prozentpunkte und lag damit bei 8,3 Prozent. Sie büßte drei Mandate ein und stellte nur noch vier Abgeordnete.
Die SVP, die 1960 aus dem Stand 11,4 Prozent erreicht hatte, verlor zwei Drittel ihrer Mandate und schaffte mit 5,2 Prozent und zwei Mandaten nur knapp den Einzug in das saarländische Landesparlament.
Die DDU erreichte nur 3,2 Prozent und verfehlte somit den Wiedereinzug in den Landtag.
Franz-Josef Röder konnte damit erneut eine schwarz-gelbe Mehrheit erzielen und wurde als Ministerpräsident wiedergewählt.
Die Wahlbeteiligung lag bei 81,8 Prozent und stieg damit um 2,7 Prozentpunkte, nachdem sie beim letzten Mal das bis dato schlechteste Ergebnis der Wahlbeteiligung erreicht hatte.
| Partei  | Stimmen | Prozent | Sitze   |
| ------- | ------- | ------- | ------- |
| CDU     | 254.143 | 42,7 %  | 23 (+4) |
| SPD     | 241.954 | 40,7 %  | 21 (+5) |
| FDP     | 49.524  | 8,3 %   | 4 (–3)  |
| SVP/CVP | 30.750  | 5,2 %   | 2 (–4)  |
| DDU     | 18.585  | 3,1 %   | — (–2)  |

Für die Liste der gewählten Abgeordneten siehe Liste der Mitglieder des Saarländischen Landtages (5. Wahlperiode).